# Enicospilus natalensis
Enicospilus natalensis là một loài tò vò trong họ Ichneumonidae.